# Josephine Chaplin
Josephine Hannah Chaplin (* 28. März 1949 in Santa Monica, Kalifornien; † 13. Juli 2023 in Paris) war eine US-amerikanische Schauspielerin.

## Leben
Josephine Chaplin wurde 1949 in Santa Monica als zweite Tochter aus der vierten Ehe des Schauspielers Charles Chaplin mit Oona O’Neill geboren. Dieser Beziehung entstammten ferner die sieben Geschwister Geraldine, Michael, Victoria, Eugene, Jane, Annette und Christopher. Aus früheren Ehen ihres Vaters hatte sie zudem die Halbgeschwister Norman, Charles sowie Sydney.
Bereits als Kleinkind stand Chaplin für ihren Vater in dessen Film Rampenlicht vor der Kamera. Später lebte und arbeitete sie vor allem in Frankreich. 1972 war sie in der italienisch-französischen Gemeinschaftsproduktion Pasolinis tolldreiste Geschichten neben Hugh Griffith und Laura Betti zu sehen. 1974 stand sie mit Klaus Kinski und Andreas Mannkopff für den Film Jack the Ripper – Der Dirnenmörder von London über Jack the Ripper vor der Kamera. Ihr schauspielerisches Schaffen umfasst rund zwei Dutzend Produktionen, zuletzt trat sie 1994 in einem Film in Erscheinung.
1969 heiratete Chaplin in der Schweiz den Griechen Nikolas Sistovaris. 1971 kam ein gemeinsamer Sohn zur Welt. Von 1977 bis zu dessen Tod 1983 war Chaplin mit dem französischen Schauspieler und Regisseur Maurice Ronet verheiratet. Sie traten 1972 zusammen in dem Film Tödliche Schlagzeilen auf, und 1981 spielte sie unter seiner Regie in der Edgar-Allan-Poe-Adaption Ligeia. Aus der Ehe ging ein 1980 geborener Sohn hervor. 1989 heiratete Chaplin den Archäologen Jean-Claude Gardin (1925–2013). 1987 kam ein gemeinsamer Sohn zur Welt.
Josephine Chaplin starb im Juli 2023 im Alter von 74 Jahren in Paris.

## Filmografie (Auswahl)
- 1952: Rampenlicht (Limelight)
- 1967: Die Gräfin von Hongkong (A Countess from Hong Kong)
- 1972: Tödliche Schlagzeilen (L’Odeur des fauves)
- 1972: Pasolinis tolldreiste Geschichten (I racconti di Canterbury)
- 1972: Flucht in die Sonne (Escape to the Sun)
- 1974: Wir viere sind die Musketiere (Les Quatre Charlots mousquetaires)
- 1974: Hilfe, mein Degen klemmt (Les Quatre Charlots mousquetaires)
- 1974: Der Mann ohne Gesicht (Nuits rouges)
- 1975: Dr. med. Françoise Gailland (Docteur Françoise Gailland)
- 1976: Sturmtrupp in die Hölle (Vrhovi zelengore)
- 1976: Jack the Ripper – Der Dirnenmörder von London
- 1977: Die Bewährung (Les années d’illusion, Miniserie)
- 1981: Edgar Allan Poe – Ungewöhnliche Geschichten (Histoires extraordinaires, Fernsehserie, Folge Ligeia)
- 1984: Das nächste Opfer (The Bay Boy)
- 1984: Hühnchen in Essig (Poulet au vinaigre)
- 1987: Maigret (Les Enquêtes du commissaire Maigret, Fernsehserie, Folge 1x71)
- 1988: Hemingway (Fernseh-Miniserie, 4 Folgen)
- 1991: Ciudad Baja (Downtown Heat)